# Kirill Olegowitsch Starkow
Kirill Olegowitsch Starkow (russisch Кирилл Олегович Старков; * 31. März 1987 in Swerdlowsk, Russische SFSR) ist ein ehemaliger russisch-dänischer Eishockeyspieler und heutiger -trainer, der seit 2023 Cheftrainer der HC Düdingen Bulls aus der MyHockey League ist.

## Karriere
Kirill Starkow zog mit seiner Familie Anfang der 1990er Jahre nach Dänemark, wo sein Vater professionell Eishockey spielte und wuchs in Esbjerg auf. In der Nachwuchsabteilung des dortigen Eishockeyvereins EfB Ishockey begann er auch seine Karriere als Eishockeyspieler. In der Saison 2002/03 gab der Flügelspieler sein Debüt für die Profimannschaft von EfB in der AL-Bank Ligaen, woraufhin er zum Rookie des Jahres ernannt wurde. Anschließend wechselte er in die Nachwuchsabteilung des Frölunda HC aus Schweden. Mit dessen Profiteam wurde er in der Saison 2005/06 Vizemeister. Zuvor war er beim NHL Entry Draft 2005 von den Columbus Blue Jackets in der sechsten Runde als insgesamt 189. Akteur ausgewählt worden. Die Saison 2006/07 verbrachte er bei den Red Deer Rebels in der kanadischen Juniorenliga Western Hockey League, die ihn beim CHL Import Draft 2006 als achten Spieler gezogen hatten. Auch in der Folgezeit blieb er zunächst in Nordamerika und spielte dort für die Youngstown Steelhounds aus der Central Hockey League, die Elmira Jackals aus der ECHL und die Syracuse Crunch aus der American Hockey League.
Zur Mitte der Saison 2008/09 wurde Starkow vom HK ZSKA Moskau aus der neu gegründeten Kontinentalen Hockey-Liga verpflichtet. Bis Saisonende erzielte er für den russischen Hauptstadtklub in insgesamt 24 Spielen je zwei Tore und zwei Vorlagen. Für die Saison 2009/10 schloss er sich dem Elitserien-Teilnehmer Timrå IK an, bei dem er zwar einen Stammplatz hatte, jedoch aufgrund seiner Punktausbeute nicht vollends überzeugen konnte. Daher kehrte er zur Saison 2010/11 zu EfB Ishockey in die AL-Bank Ligaen zurück und wurde dessen Mannschaftskapitän. Für die Saison 2011/12 schloss er sich Rögle BK aus der HockeyAllsvenskan, der zweiten schwedischen Spielklasse, an. Für die Mannschaft erzielte er in 39 Spielen 15 Scorerpunkte, ehe er gegen Ende der Spielzeit nach Dänemark zurückkehrte und einen Vertrag bei SønderjyskE Ishockey erhielt. Im Sommer 2012 wurde er vom schwedischen Zweitligisten IK Oskarshamn verpflichtet.
Anschließend kehrte er nach Dänemark zurück und war eine Saison bei Esbjerg Energy (ehemals EfB) aktiv, ehe er in die Schweiz zum  HC Red Ice (Martigny) wechselte. 2016 begann er parallel seine Trainerlaufbahn bei Nachwuchs- und Amateurmannschaften, ehe er für den Fünftligisten HC Château-d’Oex auf Amateurebene als Spieler aufs Eis zurückkehrte.
Seit 2023 ist Starkow Cheftrainer der HC Düdingen Bulls.

### International
Für Dänemark nahm Starkow an den Weltmeisterschaften 2007, 2011, 2012, 2013, 2015 und 2016 teil. Zudem vertrat er seine Farben bei den Olympiaqualifikationsturnieren für die Winterspiele in Vancouver 2010 und in Sotschi 2014.

## Erfolge und Auszeichnungen
- 2003 Rookie des Jahres der AL-Bank Ligaen
- 2006 Schwedischer Vizemeister mit dem Frölunda HC

## Statistik
(Stand: Ende der Saison 2011/12)